# 佛蒙特州州旗
佛蒙特州州旗为佛蒙特州的官方旗帜，其背景为蓝色，上面印有佛蒙特州紋章以及该州格言“自由与团结”。佛蒙特州议会于1923年6月1日正式采用了这面旗帜。
佛蒙特州在历史上曾使用多个版本的州旗，其中最初版本为绿山男孩旗帜。在随后的版本中，佛蒙特州州旗采用了红白线条外加蓝色方块的设计方案，酷似美国国旗。不过由于这一版本容易与美国国旗混肴，因此再度被修改。此后虽有人提议恢复最初绿山男孩旗帜的设计，但均以失败告终。

## 意涵
佛蒙特州州旗为蓝底，上面印有该州格言及纹章。纹章的支撐物为松树枝，象征着遍布整个新英格兰的松树以及在1812年战争尚普兰湖战役时人们佩带于身上的松枝，而纹章中间的松树则象征着佛蒙特州的森林。除此之外，旗帜上的乳牛和三捆小麦寓意着该州发达的乳业和农业。纹章上方的鹿头象征着该州的野生动物。佛蒙特州的词源绿山山脉亦在纹章背景中有所体现。该州格言为“自由与团结”，寓意着个人自由和集体利益实现平衡的政治理想。

## 历史
| 历史上的佛蒙特州旗帜                              |
| ------------------------------------------------- |
| 绿山男孩旗帜，亦为佛蒙特共和国民兵旗              |
| 从1804年5月1日到1837年10月19日所用的第二版旗帜。  |
| 从1837年10月20日到1923年5月31日所用的第三版旗帜。 |
| 第三版旗帜的黑白照片                              |

目前没有留下佛蒙特州在1804年之前使用官方旗帜的记录，不过伊拉·艾伦设计的佛蒙特州州徽和纹章可以追溯到1778年。虽然在1804年之前佛蒙特州很有可能没有官方旗帜，不过该州成立于1770年的民兵组织绿山男孩的旗帜使用可以追溯到1777年。
1804年5月1日，美国的州数增加到了17个，很多人认为美国国旗的红白条数也会增加到十七，故以此猜想为依据设计了新的佛蒙特州州旗，并在上方印刷了“VERMONT”字样。但实际上美国国旗的红白条数并没有增加，因此一开始佛蒙特州州旗的红白条数量比美国国旗更多。不过到了1837年，佛蒙特州州旗又被进行了重新设计。虽然此次设计还是以美国国旗为蓝本，但是左上角的蓝色方块上不再印有表示州数的多颗星星，而是只有一颗星星，中间再印有佛蒙特州徽章，其中星星的角数和徽章的样式会因旗帜规格的不同而有所不同。
在南北战争、美西战争以及第一次世界大战期间，佛蒙特州民兵组织所使用的旗帜上只印有佛蒙特州纹章，和今天所使用的佛蒙特州州旗以及当时该州的州长旗类似。
由于当时的旗帜容易和美国国旗产生混肴，因此佛蒙特州州长旗的设计方案于1923年6月1日被采纳为官方州旗的设计方案，该设计一直使用至今。